# Hagerstown (Indiana)
Hagerstown es un pueblo ubicado en el condado de Wayne en el estado estadounidense de Indiana. En el Censo de 2010 tenía una población de 1787 habitantes y una densidad poblacional de 513,75 personas por km².

## Geografía

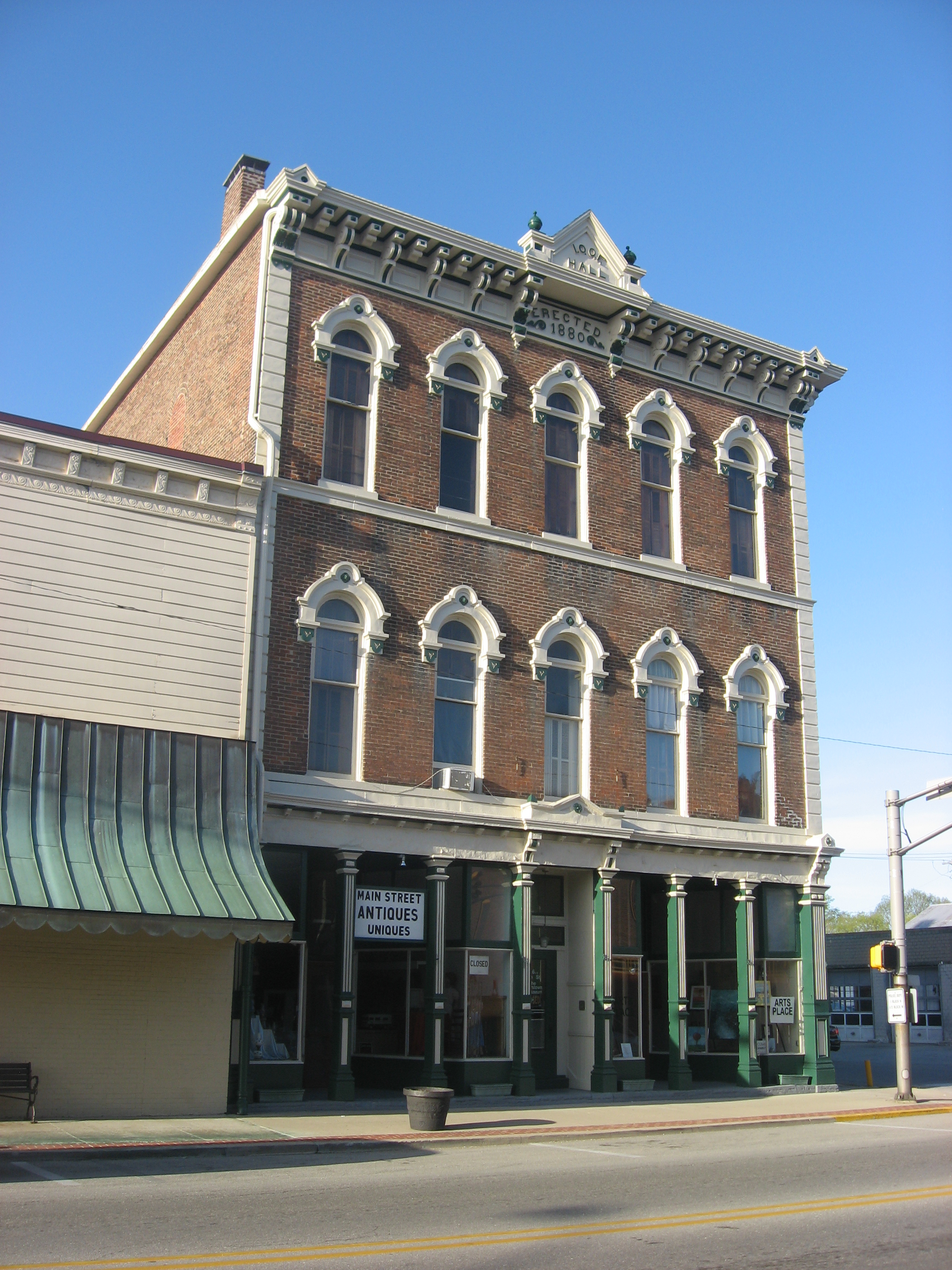
Edificio en Hagerstown

Hagerstown se encuentra ubicado en las coordenadas 39°54′53″N 85°9′15″O / 39.91472, -85.15417. Según la Oficina del Censo de los Estados Unidos, Hagerstown tiene una superficie total de 3.48 km², de la cual 3.47 km² corresponden a tierra firme y (0.22%) 0.01 km² es agua.

## Demografía
Según el censo de 2010, había 1787 personas residiendo en Hagerstown. La densidad de población era de 513,75 hab./km². De los 1787 habitantes, Hagerstown estaba compuesto por el 97.71% blancos, el 0.56% eran afroamericanos, el 0.17% eran amerindios, el 0.34% eran asiáticos, el 0% eran isleños del Pacífico, el 0% eran de otras razas y el 1.23% pertenecían a dos o más razas. Del total de la población el 0.78% eran hispanos o latinos de cualquier raza.